# 다니엘 그레이트하우스
대니얼 그레이트하우스 (c.1752—1775)는 버지니아 식민지의 정착민이었다. 1774년 옐로 크리크 학살에서 그의 역할은 던모어 경의 전쟁을 시작하는 데 결정적인 역할을 했다.

## 생애
그레이트하우스는 하먼과 메리 막달레나 스툴 그레이트하우스 부부의 11자녀 중 한 명으로 프레더릭군 (메릴랜드주)에서 태어났다. 그레이트하우스 가족은 1770년경 메릴랜드주에서 버지니아주로 이주했으며, 대니얼은 오하이오군 (웨스트버지니아주) 밍고 바텀에 400 에이커 (1.6 km2)의 땅을 소유하고 있었다. 대니얼은 메리 모리스와 결혼하여 가브리엘과 존 두 자녀를 두었다. 그레이트하우스는 c.1710년 독일에서 이민 온 허먼 그뢰트하우젠의 직계 후손이었다.
18세기 초, 오하이오 계곡에는 밍고족이라는 다문화 인디언 집단이 정착했다. 그들은 중앙 정부가 없었으며, 당시 이 지역의 다른 모든 인디언들과 마찬가지로 업스테이트 뉴욕에 본부를 둔 이로쿼이 연맹 (그들은 세네카족, 카유가족, 오논다가족, 오나이다족, 모호크족, 투스카로라족으로 구성되어 있었다)의 통제를 받았다. 밍고족은 원래 대서양 연안에 더 가까이 살았지만, 유럽인의 정착으로 인해 서부 버지니아와 동부 오하이오로 밀려났다. 프렌치 인디언 전쟁 동안 밍고족은 프랑스 편에 섰다. 프랑스가 패배한 전쟁이 끝난 후, 미국 식민지 개척자들의 이 지역 정착은 그들과 밍고족 사이의 긴장을 고조시켰다.
1774년까지 미국 정착민들과 인디언 부족들 사이의 긴장은 고조되었고, 양측에서 살인이 있었다. 피츠버그를 둘러싼 펜실베이니아와 버지니아 간의 경쟁은 이러한 불안한 상황을 더욱 악화시켰다. 피트 요새로 돌아온 정찰병들은 전쟁이 불가피하다고 보고했고, 존 코놀리 (충성파)는 외딴 정착지의 정착민들에게 공격에 대비하라고 전했다.
옐로 크리크는 휠링(현재 웨스트버지니아)에서 약 40마일 위쪽의 서쪽(오하이오) 강둑에 위치하고, 피트 요새(현재 피츠버그)에서 서북서쪽으로 약 40 마일 (64 km) 떨어진 오하이오강의 작은 지류이다. 조슈아 베이커는 이 개울 어귀에 살면서 백인과 인디언 모두에게 그로그를 파는 여관이나 술집을 운영했다. 존 코놀리가 보낸 경고로 인해 이 지역 주민 중 많은 수가 이미 대피했다. 베이커 역시 떠날 준비를 하고 있었는데, 한 인디언 여성이 인디언들이 자신과 가족을 살해할 준비를 하고 있다고 말했다. 베이커는 도움이 필요하다는 소식을 전했다.
그레이트하우스는 21명의 남자들을 이끌고 그를 도우러 왔다. 일행은 1774년 4월 30일 베이커의 집에 도착했고 베이커는 그들을 뒷방에 숨겼다. 일곱 명의 인디언이 강을 건너 베이커의 집으로 왔는데, 그중에는 밍고족의 저명한 전사인 로건 (아메리카 원주민 지도자)의 형제와 로건과도 친척인 두 명의 여성과 한 명의 아이도 포함되어 있었다. 인디언들은 술을 마시기 시작했다. 로건의 형제가 정착민 중 한 명의 모자와 코트를 쓰자, 정착민이 그를 쏘아 죽였다. 뒷방에 숨어있던 그레이트하우스의 부하들은 뛰쳐나와 아이를 제외한 나머지 인디언들을 모두 죽였다. 그들이 술집을 떠날 때, 전쟁을 위해 페인트칠을 하고 무장한 두 척의 인디언 남자 카누가 강을 건너오는 것을 보았다. 그레이트하우스 일행은 그들에게 총격을 가했고, 한 카누의 탑승자 대부분을 죽였고, 다른 카누는 되돌아갔다. 그레이트하우스는 인디언 적들의 두피를 벗겨 허리띠에 매달고 다녔다고 전해진다. 인디언들 사이에서 두피 벗기기는 전쟁 선포를 의미했다.
일련의 사건들 이후에 발생한 이 학살은 백인 정착민들과 인디언들 사이의 관계를 최종적으로 단절시켰고, 1774년 던모어 경의 전쟁의 직접적인 원인으로 간주된다. 인디언들은 백인 정착민들에게 끔찍한 복수를 가했다. 추장 로건은 그의 형제의 죽음에 대해 크레셥 대령을 잘못 비난했고, 크레셥은 이 사건에서 그레이트하우스의 역할 때문에 그를 경멸하고 미워했다.
그레이트하우스는 1775년 홍역으로 사망했다. 당시 그의 나이는 약 23세였으며, 버지니아 요호가니아군에서 사망했다. 크레셥도 같은 해에 사망했다.

## 제이콥 그레이트하우스
대니얼에게는 제이콥 그레이트하우스라는 형제가 있었다. 앨런 엑커트의 "프론티어맨"에 따르면, 제이콥 그레이트하우스는 1791년에 옐로 크리크 학살에 참여했다는 이유로 미국 원주민에게 붙잡혀 고문당하고 살해되었다. 그러나 다른 문서는 제이콥 그레이트하우스가 1777년 9월 윌리엄 포먼과 함께 사망했음을 보여준다. 그리고 1791년 오하이오 강에서 학살에 대한 복수로 인디언들에게 붙잡혀 고문당한 그레이트하우스는 조나단 그레이트하우스였다.